# Żakowo (województwo pomorskie)
Żakowo (kaszub. Żôkòwò) – wieś kaszubska w Polsce położona w województwie pomorskim, w powiecie kartuskim, w gminie Sulęczyno na Pojezierzu Kaszubskim pomiędzy jeziorami Gowidlińskim, Węgorzynem i Moczydłem.
Wieś królewska w starostwie mirachowskim w województwie pomorskim w II połowie XVI wieku.  W latach 1975–1998 miejscowość należała administracyjnie do województwa gdańskiego.
| SIMC    | Nazwa     | Rodzaj    |
| ------- | --------- | --------- |
| 0175024 | Biguszewo | część wsi |
| 0175030 | Palęczko  | część wsi |
| 0175047 | Pikowo    | część wsi |
| 0175053 | Żakówko   | część wsi |

Inne miejscowości z prefiksem Żakowo: Żakowo, Żakowola Poprzeczna, Żakowola Radzyńska, Żakowola Stara